# جمهورية الكونغو (ليوبولدفيل)
جمهورية الكونغو (بالفرنسية: République du Congo) هي دولة ذات سيادة في وسط أفريقيا أنشأت بعد استقلال الكونغو البلجيكية في 1960. من 1960 إلى 1966، عرفت البلاد باسم الكونغو ليوبولدفيل (اسم عاصمتها) للتمييز بينها وبين جارتها الشمالية الغربية، التي تعرف باسم جمهورية الكونغو أو الكونغو برازافيل. بعد تغيير اسم ليوبولدفيل إلى كينشاسا في 1 يونيو 1966، عرفت باسم الكونغو كينشاسا حتى 1971.